# الأرشيف المفتوح

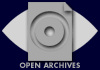

الأرشيف المفتوح هو ترجمة حرفية للعبارة الإنجليزية "open archive" ولحصر معنى مفهوم عبارة الأرشيف المفتوح سنقوم بتعريف الكلمات التي يتكون منها:
كلمة الأرشيف
هي مجموعة من الوثائق مهما كان تاريخها أو شكلها أو وعائها، والتي ينتجها أو يستقبلها كل شخص طبيعي أو معنوي عام أو خاص أثناء ممارسة نشاطه. ويمكن أن تميز بثلاث مستويات من الأرشيف: الأرشيف الجاري، الأرشيف الوسيط،الأرشيف النهائي.
كلمة «مفتوح» أو«حر»
ويقصد بها إتاحة مفتوحة من دون حواجز، للمنشورات العلمية لا سيما من دون أن يدفع القارئ أو الباحث تكاليفها، وهي توحى في المجال الاقتصادي إلى فرضية النشر العلمي كملكية عامة للمجتمع. بعبارة أوضح يقصد بها  الحصول على معلومة دون قيد قانوني منظورها العام والشامل.

## مراحل نشأة وتطور الأرشيف المفتوح
إن أول أرشيف مفتوح هو قاعدة أركيسيفالتي كانت مخصصة في بداية الأمر للمقالات العلمية بصدد النشر. وقد قام بتدشينها بول جينسبارغ سنة 1991. وتعد استعمال الأرشيف المفتوح إلى مجالات أخرى بحيث قام «شينانهارناد» بخلق أرشيف و«فبر ينتسس» عام 1997م إذ يستقبل هذا الأرشيف عدة تخصصات كاللسانيات والبيولوجيا والفلسفة والإعلام آلي إلاأانه لم يحظ بالنجاح المتوقع. ففي سنة 2000 لم يحظ سوى ب 2000 منشور، وهدا يرجع لغياب سياسة مؤسساتية للأرشفة الذاتية.
وقد قام ستيفان بدراسات بيو مترية أثبت أن الأرشفة الذاتية من طرف الباحثين لمنشوراتهم العلمية هي أسرع طريقة للإتاحة الحرة وبعدها تضاعفت مواقع الأرشيف المفتوح تبلورت فكرة توحيد هذه المواقع وجعلها متاح ومفتوحة للجميع، وبالتا إلى جادت مبادرة الأرشيف المفتوح. اثر اتفاقية سانتافى santafe"" سنة 1999 التي جمعت كل مسؤولي الأرشيف المفتوح لتلك الفترة لتحديد البروتكول تجميع الميتادتا التابع لمبادرة الأرشيف المفتوح (OAI-PMH: ihe open) حيث يوفر هذا البرتوكول امكانية وصف البيانات واستجواب قواعد الأرشيف المفتوح في آن واحد وتبادل بياناتها.وبعد فترة تم اختراع برمجيات تسمح بالأرشفة الذاتية للوثائق نذكر منها Dspace"" adswane""

### أعمار الأرشيف:
يمـر الأرشيف بمراحـل في دورة حياتـه من نشأتـه إلى غاية تحديـد المصيـر النهائـي له إما بالحـذف أو الحفـظ النهائي
حيث نميز ثلاثـة مراحـل أساسيـة لحياة الوثيقة: العمر الأول، العمر الثاني، العمر الثالث
- أرشيف العمر الأول:

ويسمى أيصا الأرشيف الحي أو الأرشيف الجاري أو أرشيف الجيل الأول
و هي الوثائـق المنتجة يومـيا أو ذات الصياغة الحديثـة العهـد في مختلف الهيئـات والمؤسسات، والتي مازالت مصالحها تستعملها و تطالعها يومـيا عند الحاجة على سبيـل المثال هناك شـؤون في طـور البحث أو ملفـات لم يتم دراستها، شـؤون لازالت في انتظار الحسم، وملفـات تم تصنيفها على مستـوى الموظفين حيث
ما زالت في إطار التحليل أو على مستوى الأمانات وملفات الموظفين.. إلخ، وتحفظ هذه الوثائق في محلات المصالح المنتجة لها ولا تتجاوز مدة حفظها الأربع سنوات وفي حالات أخرى استثنائية يمكن حفظ هذه الوثائق لأكثر من 5 سنوات مثلا بالنسبة للملفات الإدارية للمستخدمين أو الموظفين يمكن حفظها على مستوى المصالح المعنية لمدة 40 سنة الحد الأكبر للمسار الوظيفي أو المهني.
وهذا وفق ما تمت الإشارة إليه في المنشور رقم 1 المؤرخ في 15- 09 – 1990 الذي نظم بتسـيير الوثائـق المشتركة المنتجة على مستـوى الإدارات المركزيـة
- أرشيف العمر الثاني:

ويسمى أيضا الأرشيف الوسيط أو أرشيف الجيل الثاني
لهذا النوع من الأرشيف أهمية بالغة فهو يتألف من مجموعة الوثائـق المنتجة أو المستلمة أو المحفوظة من طرف مختلف هيئـات النشاط الوطني أو المحفوظة لديها أو الوثائـق التي فاقـت مدة وجودها 5 سنـوات والتي يجري الإطـلاع عليها من حيـن لآخر وهي أكثـر الوثائـق حجما مما يجعلها على وجه الخصوص أكبـر مصدر انشغال بالنسبة للمسيرين لأنها تطرح مشكل الصيانة، علاوة على مشاكل التصنيف والحفظ بسب التراكـم المكثف وبطرق مختلفة ويمكن حفظها في محل معد خصيصا لهذا النوع من الأرشيف أو يتم دفعـه إلى مصلحة الأرشيف في المؤسسة لمدة تتـراوح من 10 إلى 15 سنة.
- أرشيف العمر الثالث:

ويطلق عليه الأرشيف التاريخي أو أرشيف الجيل الثالث
يتكون من الوثائـق التي تفـوق مدة وجودها الخمس عشر (15) سنة والتي أصبحت غيـر ضروريـة لسيـر شؤون المصالح ويتم دفعها إلزاميـا إلى مصلحة الأرشيف الولائـي أو الأرشيف الوطنـي ولا يحق حذف الوثائـق المفتقـرة إلى قيمة الأرشيف إلا بتسريح مكتـوب صادر عن مؤسسة الأرشيف الوطني.
تتميز هذه المرحلة بانتهاء القيمة الإدارية لبعض الوثائق فتصبح عديمة القيمة سواء كانت تاريخيـة، سياسية أو ثقافية أو اقتصادية أو علمية...إلخ حيث يتم حذفها وذلك بإتباع الطرق المستعملة للحذف أو الإقصـاء وفي المقابـل تظهر قيمة تاريخيـة لوثائق أخرى حيث يتقرر حفظها نهائيـا في ظروف ملائمة حتى يسهـل استخدامها بعد عملية المعالجة العلمية لهذه الوثائـق، إذ تعد إرثـا ثقافيـا وذاكرة للأمـة.
في الجزائر يعتبر الأرشيف التاريخي هي كل الوثائق المنتجة قبل سنة 1962 أي قبل استقلال الجزائر سواء كانت تلك الوثائق متعلقة بالحقبة الكولونيالية أو حقبة الحكم العثماني وما قبلها

## أهمية الأرشيف المفتوح[1]
تكمن أهمية الأرشيف في 4 عناصر
1 الشيكية: العمل المشترك في اطار منظومات وطنية واقليمية ودولية تعمل علي توحيد سبل العمل وتدعيم مبدأ تبادل المعلومات
2 التشغيلة البينية: ويقصد بها تقوية عنصر حركية المعلومات وتجاوز العقبات التي كانت تمنع من توفير معلومات بحرية تامة
3 مجانية النشر: أي أن الناشر لا يدفع مقابل مادي
4 حرية الاستعمال: إتاحة معلومات العلمية والتقنية من خلال المستودعات الوثائقية الإلكترونية وتكمن أهمية الأرشيف المفتوح عموما في خلق حركة الوصول الحر للمعلومات

## أنواع الأرشيف المفتوح[2]
1- الأرشيف المؤسساتي: للمشاريع التابعة للجامعات والمدارس الكبرى ومؤسسات البحث.
2- الأرشيف الموضوعي: يشمل إنجازات الجماعات العلمية حسب مجال البحث الواسع عموما، ويهدف مشروع الأرشيف الموضوعي للسريان الأفضل لنتائج البحوث في مجال علمى معين باقتراح عدة مناهج للإتاحة والاطلاع على وثائق البحث.
3- 3- أرشيف الحصار: وهوعبارة عن أرشيف خلفى يعنى مقابلة واصفات البيانات الخلفية المطابقة لبروتوكول مبادرة الأرشيف المفتوح (OAI- PMH) والتي تحيل إلى الأرشيف الأصلى للاطلاع على النص الكامل للوثائق

## التميز بين الأرشيف التقليدي والأرشيف المفتوح[3]
يمكن أن نلخص التمايز في النقاط التالية:
1- إن وثائق الأرشيف المفتوح جد نشطة، وذات استعمال وقيمة مرتفعة مقارنة بوثائق الأرشيف التقليدي التي يكون الإطلاع عليها ضعيفا
2- الأرشيف المفتوح يهدف إلى تسهيل إتاحة المضامين العلمية ويوجه لمجموعة معروفة من المستعملين على غرار الأرشيف التقليدي الذي يهدف أساسا لحفظ الوثائق
3- الوثائق المخزنة في موزعات الأرشيف المفتوح ليست محمية بقدر كافٍ كما هو الحال بالنسبة للوثائق الأرشيف التقليدي. وهذا يرجع للحركية الدائمة للنظام والهياكل التقنية التي يعتمد عليها الأرشيف المفتوح

## محتوى الأرشيف المفتوح
الوثائق التي يحتوي عليها الأرشيف المفتوح: يمكن للمواقع الأرشيف المفتوح أن تحوي:
1- المقالات العلمية: وتشمل
- المقالات العلمية بصدد النشر: مقال يتم عرضه للنشر في مجلة ما لم ينشر بعد ولكنه بصدد النشروهو ما يعرف بالأدب الرمادى
- المقالات العلمية المنشورة: بعد بعث النسخة الأولى من المقال إلى الناشر تقوم اللجنة العلمية بتقييمه وتصحيحه من ثم تأتى مرحلة نشره على شكل مقال علمى
المقالات الإلكترونية: وهو البث إلكتروني للمقال العلمى سواء كان منشور أو بصدد النشر وبدقة فهو يعبر عن مقال مؤرشف ذاتيا، مودع من طرف الؤلف أو شخص آخر كلف بإيداعه
2- أعمال المنتديات والمؤتمرات يتم إيدعها مباشرة من طرف العلماء المنظمين للتظاهرات العلمية، والإيداع الفورى في مواقع الأرشيف المفتوح يسمح يتوفير إتاحة مفتوحة لها وتسهيل عمليات تنظيم هذه الظاهرة
3- المذكرات: إن نشر المذكرات في مواقع الأرشيف المفتوح يسمح بالنشر الواسع لنتائج البحوث وتقويم المخابر والجامعات المنتجة لها من بين مواقع الارشيف المخصصة للمذكرات نجد: باستال: مذكرات المدارس العليا للهندسة
4- التقارير الدراسات: هذا نوع من الوثائق ليس منتشرا بكثرة في مواقع الأرشيف المفتوح
5- الكتب: من المفروض هذا النوع من الوثائق لايخضع للأرشيف المفتوح كونه يركز اهتماماته على معلومات العلمية الحديثة إلا أن مشاريع الرقمنة تتضمن الكتب أيضا
6- الدروس: يتم بث الدروس الحر ولكنه غير شائع يتم بطريقة سرية في شكل ملخصات
7- ملاحق البحث: كالصور، جداول، أيضاحات 
8- الوثائق المتعددة الأشكال: فمواقع الأرشيف المفتوح المهتمة باللغات تقترح مقاطع ناطقة وتشمل مواقع آخرين لمقاطع الفيديو.